# Соната для фортепиано № 2 (Скрябин)
Соната для фортепиано № 2 соль-диез минор соч. 19 («Соната-фантазия») написана русским композитором Александром Николаевичем Скрябиным в начале 1890-х годов  и опубликованная в 1898 году. 

## История
Вторая соната для фортепиано была написана композитором в течение нескольких лет. Первая часть появилась позже второй, и была написана около 1897 года, когда чета Скрябиных посетила Крым. Композитор отразил в этой части свои впечатления от визита на полуостров. Одному из первых исполнителей Сонаты № 2, Константину Игумнову, Скрябин говорил о первой части: «Так сливаются морские дали».
Вторая часть была написана ранее, когда Скрябин жил в итальянском городе Генуя на берегу Адриатического моря. На цельность произведения это никак повлияло.
Вторая соната приобрела настоящую популярность и является неотъемлемой частью педагогического и концертного репертуара. Среди её исполнителей — выдающиеся пианисты Константин Игумнов, Генрих Нейгауз, Владимир Софроницкий, Лев Оборин, Святослав Рихтер, Татьяна Николаева и другие.

## Характеристика
Произведение озаглавлено как «Соната-фантазия», что указывает на отход от канонического строения сонатно-симфонического цикла. Соната № 2 Скрябина состоит из двух частей, при этом первая часть завершается не в главной тональности. 
Вторая соната — одно из самых лирических сочинений русского композитора. Открывающий первую часть мотив имеет призывно-волевой характер. Вторая тема контрастирует первой своим светлым настроением.Повторное проведение второй темы в конце части изложено в среднем голосе, при этом в крайних голосах звучит изящная фортепианная фигурация. В свете слов автора о влиянии моря на образность произведения, завершение первой части может быть воспринято, как нарисованная звуковыми красками картина спокойного ночного моря, переливающегося в свете Луны. 
Финал сонаты — быстрый, тревожный и стремительный. Постоянные нарастания и спады могут рисовать в воображении картину морского прибоя. На этом фоне появляется нежная напевная мелодия, которая передаёт душевные переживания того, кто оказался перед лицом морской стихии.
Соната имеет большое значение в творчестве Скрябина. Тем не менее, по глубине образов и величественности музыкального языка Вторая соната проигрывает Третьей.

## Строение
Соната написана в двух частях. Длительность исполнения — приблизительно 12 минут.
1. Andante;
2. Presto.